# José Mor de Fuentes

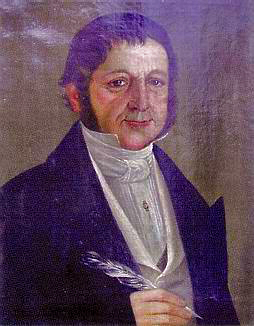
José Mor de Fuentes (anonymes Porträt)

José Mor y Pano, besser bekannt als José Mor de Fuentes (geb. 11. Juni 1762 in Monzón, Huesca; gest. 3. Dezember 1848 ebenda), war ein spanischer Militär, Journalist, Dramatiker, Dichter und vorromantischer Schriftsteller.
Am bekanntesten ist er für seinen Roman La Serafina (1798), eines der ersten Beispiele des zeitgenössischen spanischen Romans, und für sein originelles und lebendiges Erinnerungsbuch Bosquejillo de la vida y escritos de don José Mor de Fuentes, das er selbst verfasste (1836).
José Mor de Fuentes veröffentlicht am 1. März 1799 beispielsweise eine „Ode an Goya“ im Semanario de Zaragoza, einem Blatt, bei dem unter anderem José Mor de Fuentes, José de Asso und Félix Latassa zu den Herausgebern und Mitwirkenden gehörten.